# ドラゴンボール 音楽集 〜テレビ・オリジナル・サウンドトラック〜
『ドラゴンボール 音楽集 〜テレビ・オリジナル・サウンドトラック〜』（ドラゴンボール おんがくしゅう テレビ・オリジナル・サウンドトラック）は、テレビアニメ『ドラゴンボール』のサウンドトラック。2003年9月25日にコロムビアミュージックエンタテインメントから発売された。

## 概要
- テレビアニメ『ドラゴンボール』のサウンドトラック。主題歌、BGMを収録している。
- CDジャケットには、孫悟空、ブルマ、ヤムチャ、ウーロン、プーアル、神龍が描かれている。
- 音楽は菊池俊輔が手掛けている。

## 収録曲
| トラック | 曲名                                              | 作曲     | 時間 |
| -------- | ------------------------------------------------- | -------- | ---- |
| 01       | 魔訶不思議アドベンチャー!                         | 池毅     | 3:53 |
| 02       | 旅立ち                                            | 菊池俊輔 | 2:23 |
| 03       | 魔訶不思議アドベンチャー!（インストゥルメンタル） | 池毅     | 2:25 |
| 04       | セクシーギャル ブルマ                             | 菊池俊輔 | 2:48 |
| 05       | ドラゴンボールの謎                                | 菊池俊輔 | 2:36 |
| 06       | ファンキー亀仙人                                  | 菊池俊輔 | 2:22 |
| 07       | 大荒野                                            | 菊池俊輔 | 3:07 |
| 08       | 妖怪出没                                          | 菊池俊輔 | 3:14 |
| 09       | 野心                                              | 菊池俊輔 | 2:43 |
| 10       | 危険がいっぱい                                    | 菊池俊輔 | 2:51 |
| 11       | 神龍出現                                          | 菊池俊輔 | 2:27 |
| 12       | ピラフとその部下                                  | 菊池俊輔 | 2:06 |
| 13       | 野性の少年                                        | 菊池俊輔 | 2:22 |
| 14       | ロマンティックあげるよ                            | 池毅     | 3:47 |